# Habig-Hof

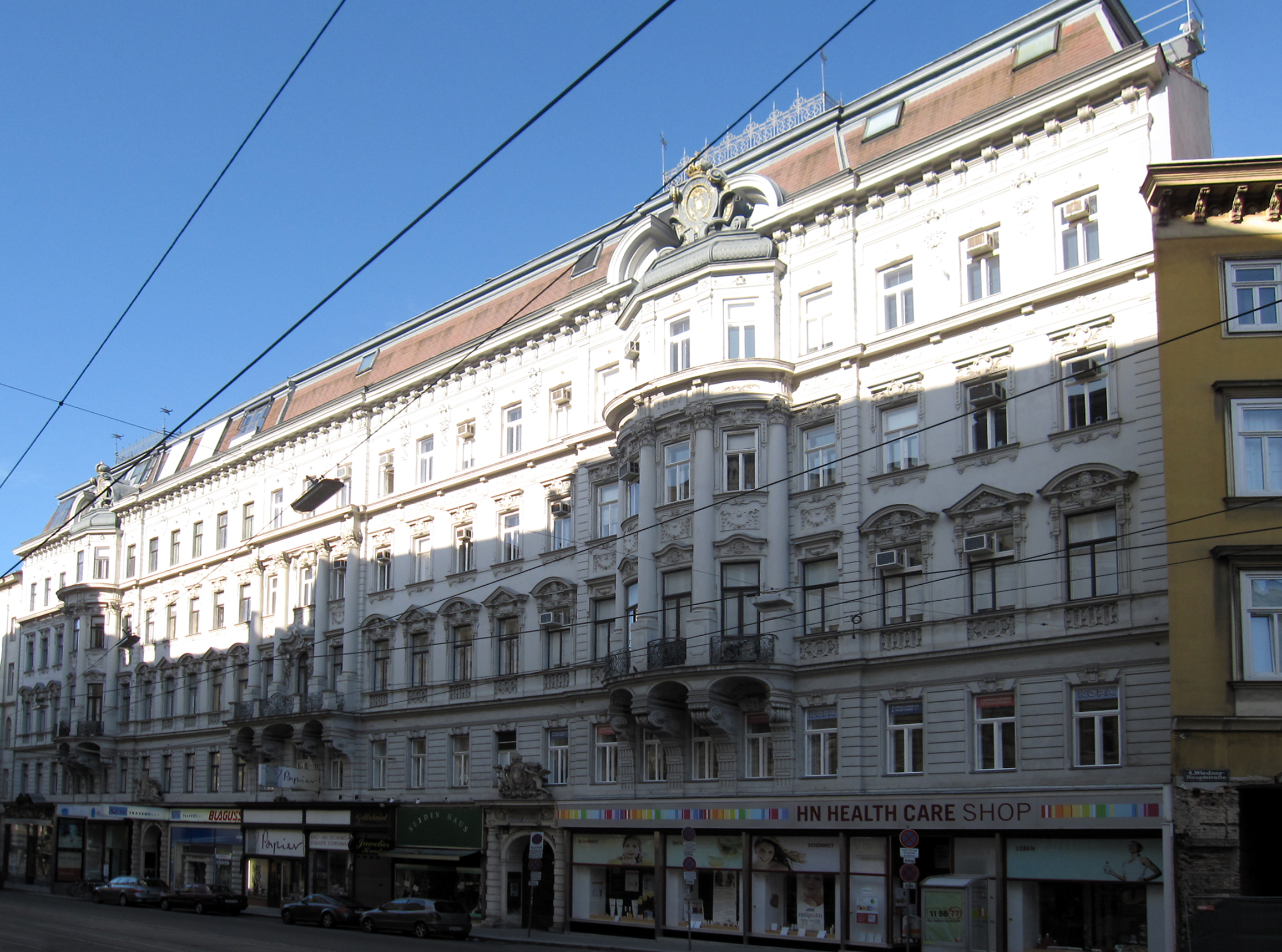
Der Habig-Hof in Wien

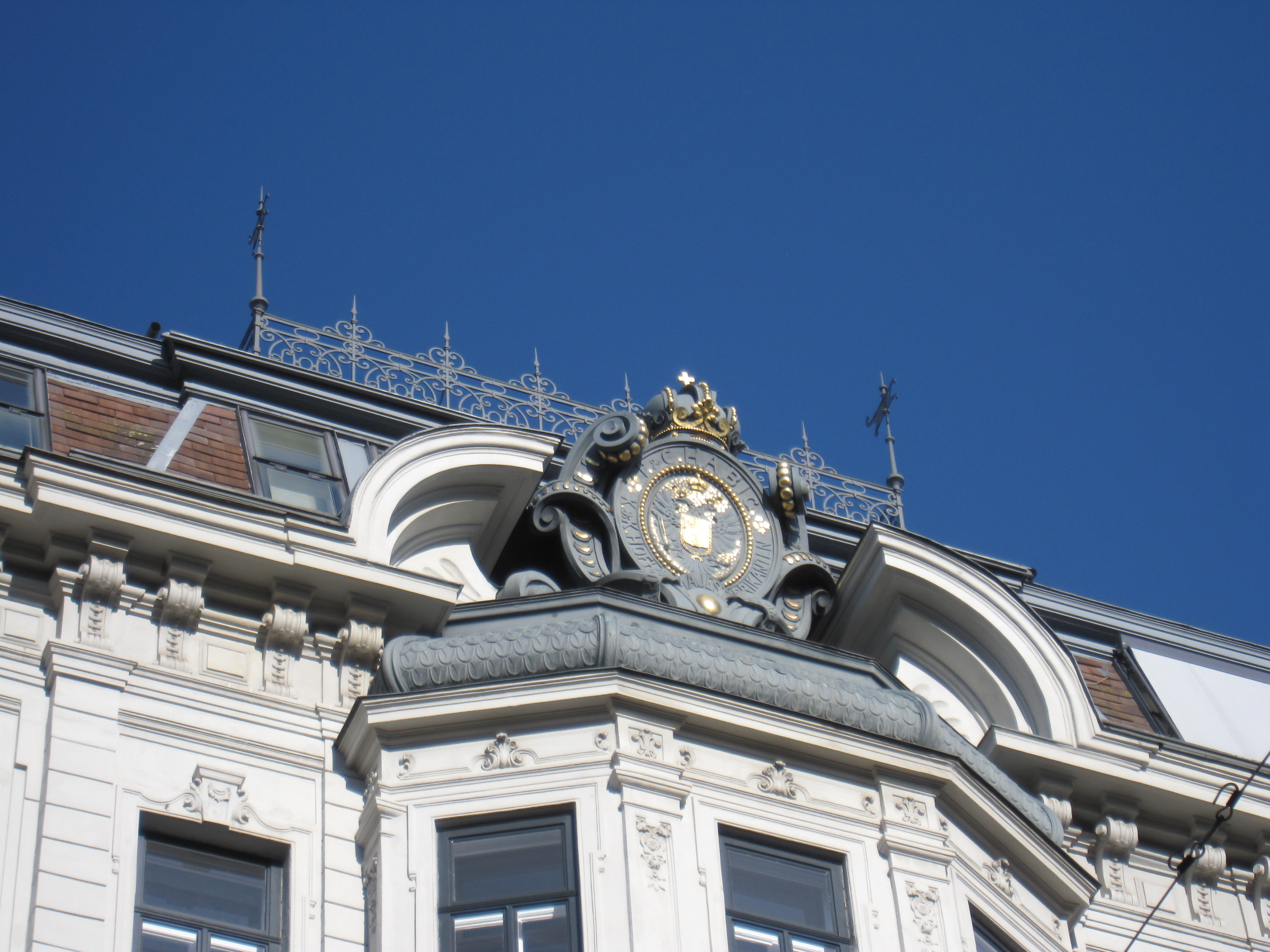
Detail am Dach eines Erkers. Kaiserlicher Doppeladler umrahmt vom Unternehmen P. & C. Habig

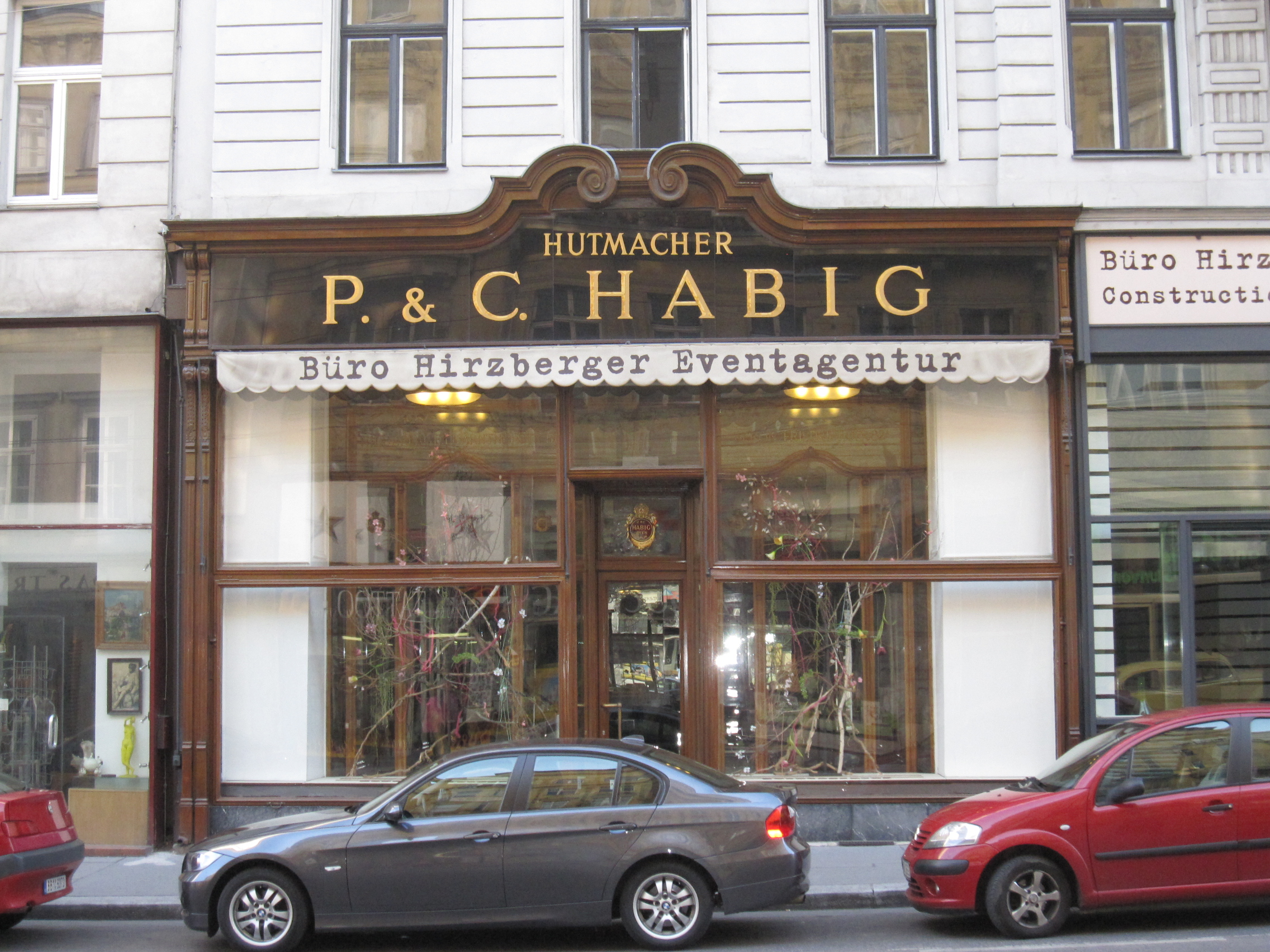
Denkmalgeschütztes Geschäft des Hof-Hutfabrikanten P. & C. Habig im Erdgeschoß des Habig-Hofes

Der Habig-Hof ist ein historisches und denkmalgeschütztes Gebäude an der Wiedner Hauptstraße 15–17 im 4. Wiener Gemeindebezirk Wieden.

## Geschichte
Das Gebäude wurde 1896–1897 im Auftrag vom k.u.k. Hof-Hutmacher Peter Habig als Geschäfts- und Warenhaus in Auftrag gegeben und von Carl Holzmann und Heinrich Adam erbaut. Die ursprünglichen Grundstücke wurden dafür in ein Gebäude, das fast den gesamten Stadtblock umfasst, zusammengefasst.
Peter Habigs Unternehmen P. & C. Habig zog um 1897 in das Erdgeschoß ein, das Geschäft wurde wahrscheinlich vom gleichen Architekten gestaltet. Das Gebäude war für die damaligen Verhältnisse mit fünf Stockwerken und Dachgeschoß sehr groß. Ein mittlerer Balkon, flankiert von zwei Erkern, die sich quer durch die Stockwerke ziehen, prägen das Bild. Die Fassade ist im Neobarock gestaltet. Die Dächer der Erker werden jeweils vom kaiserlichen Doppeladler und dem Firmenschild „P. & C. Habig, Hof-Hut- und Kammerfabrikanten seiner kaiserlichen und königlichen apostolischen Majestät“ gekrönt. Auf der Seite zur Wiedner Hauptstraße gibt es zwei separate Eingänge, die in den Innenhof führen. 
Der Volksschauspieler Fritz Imhoff (1891–1961) wohnte in den Jahren 1945–1961 im Habig-Hof.